# Кангбачен
Кангбачен (англ. Kangbachen) — вершина в Гімалаях в масиві  Канченджанги.

## Перші спроби підкорення
Першу, але невдалу, спробу штурмувати вершину було здійснено ще в 1965 р., вдруге — в 1973 р..
Перший успішний штурм вершини був здійснений експедицією  Польського гірського клубу (пол. Polski Klub Górski) під керівництвом Петра Млотецького (пол. Piotr Młotecki) в 1974 р. На вершину 26 травня 1974 р. зійшли Wojciech Brański, Wiesław Kłaput, Marek Malatyński, Kazimierz Olech, Zbigniew Rubinowski.
У штурмовій групі був також Йосип Ольшевський. Але через погане самопочуття був залишений в останньому таборі під базою. Наступного дня виявилося, що у нього почалася висотна хвороба. Було прийнято імпульсивне рішення, спуститися до бази, щоб дати кисень хворому. На допомогу групі вирушили Пйотр Млотецький і Анджей Петрачек. Всі пережили важкі години під час морозної ночі (через нерозуміння не було жодного намету). Наступного дня на допомогу прийшли двоє шерпів Джепа і Пасанг Дава. У другій половині дня всі щасливо прибули на базу.
Марек Малатинські у книзі W cieniu Kangczendzengi описує всі пригоди, що сталися з альпіністами під час сходження на Кангбачен 1974 року. Цю ж експедицію описує Пйотр Млотецькі у книжці Kangbachen zdobyty.

## Ресурси Інтернету
- Kammverlaufskizze des westlichen Kangchendzönga-Gebiets. [Архівовано 23 вересня 2015 у Wayback Machine.] Die eingezeichneten Lager beziehen sich auf Besteigungen des Jannu (Kumbakharna)

## Виноски
1. ↑  Amer. Alpine Journal. — 1966. — Vol. 15, No 40. — P. 190–191.
2. ↑   Alpine Journal. — 1974. — Vol. 79, No 323. — P. 255.
3. ↑  Alpine Journal. — 1975. — Vol. 80, No 324. — P. 26-36.